# Nimkhera (stato)
Lo Stato di Nimkhera (noto anche come Stato di Tirla) fu uno stato principesco del subcontinente indiano, avente per capitale la città di Nimkhera.

## Storia
Nimkhera era governato dal clan Chauhan dei Rajput, sotto il controllo amministrativo dello stato di Dhar, inizialmente come Bhumiato Zamindar come nel caso dello stato di Jamnia.
Esso si estendeva su una superficie di 233 km², comprendendo 91 villaggi con una popolazione totale di 8 276 abitanti ed una rendita statale di 18.000 rupie annue nel 1891.
Sotto il British raj, fu parte dell'Agenzia di Bhopawar. Quando lo stato entrò a far parte dell'Unione Indiana nel 1948, venne unito a formare il nuovo stato di Madhya Pradesh

## Governanti
I governanti di Nimkhera ebbero dapprima il titolo di Bhumia e vennero successivamente promossi a quello di Thakur.

### Bhumia
- Sheo Singh, Bhumia di Nimkhera,
- Bhima Singh, Bhumia di Nimkhera, figlio del precedente
- Kanak Singh, adottato dal precedente, Bhumia di Nimkhera 1853/1864, nel 1863, venne sanzionato dal governo britannico; adottò suo cugino Kunwar Dhario Singh; morto senza eredi nel 1864
- Dhario Singh, Bhumia di Nimkhera 1864/1894, n. 1861, adottato da suo cugino e predecessore

### Thakur
- Thakur INDRAJIT Singh, Thakur di Nimkhera 1894/1919, figlio del precedente
- Thakur DAULAT Singh, Thakur di Nimkhera 1919/1922, n. 1889, succeduto il 26 ottobre 1918 a suo fratello
- Thakur Saheb GANGA Singh, Thakur di Nimkhera 1922/1947 , n. 1911, succedette il 27 marzo 1922 a suo padre